# Yiğit İncedemir
Yiğit İncedemir (* 9. März 1985 in Izmir) ist ein türkischer Fußballspieler.

## Spielerkarriere

### Verein
Seine Karriere begann nach den Einsätzen in der Jugend im Jahr 2002 bei Izmirspor. Nachdem er ein Jahr für die Profis bei Izmirspor aktiv gewesen war, wechselte er zu Karşıyaka SK. Nach fünfjährigem Einsatz bei Karşıyaka SK spielte er ein Jahr für Adana Demirspor.
Seit 2008 steht er in Diensten von Manisaspor. Hier gelang ihm auf Anhieb der Durchbruch und er stieg mit seiner Mannschaft bereits in seiner ersten Saison als Meister der TFF 1. Lig in die Süper Lig auf. Über die Jahre entwickelte er sich hier zum Nationalspieler und war zeitweise bei Galatasaray Istanbul im Gespräch. Nachdem sein Verein zum Ende der Spielzeit 2011/12 den Klassenerhalt verpasst hatte, entschied sich İncedemir für einen Wechsel.
Im Sommer 2012 wurde sein Wechsel innerhalb der Liga zu Kardemir Karabükspor bekanntgegeben.
Nachdem Karabükspor im Sommer 2015 den Verbleib in der Süper Lig verfehlt hatte, wechselte İncedemir zur neuen Saison zum Erstligisten Sivasspor. In der darauffolgenden Saison erreichte er mit seinem Team die Zweitligameisterschaft und damit den direkten Wiederaufstieg in die Süper Lig.
Zur Saison 2017/18 wechselte er zu seinem früheren Verein Adana Demirspor.

### Nationalmannschaft
Yiğit İncedemir fing früh an für die türkischen Jugendnationalmannschaften zu spielen und spielte insgesamt 16 Mal für verschiedene Jugendnationalmannschaften seines Landes. 
Durch seine überzeugenden Leistungen wurde er bereits im Sommer 2010 für die Türkische Fußballnationalmannschaft nominiert, kam aber hier nicht zum Einsatz. Sein Debüt im Nationaldress gab er am 17. November 2010 während eines Freundschaftsspiels gegen die Niederländische Nationalmannschaft.

## Erfolge
Mit Manisaspor
- Meister der TFF 1. Lig und Aufstieg in die Süper Lig:  2008/09

Mit Sivasspor
- Meister der TFF 1. Lig und Aufstieg in die Süper Lig: 2016/17